# Daichi Kamada
Daichi Kamada (n. 5 august 1996, Prefectura Ehime, Japonia) este un fotbalist japonez, care joacă pe post de mijlocaș la Lazio în Serie A. Pe plan internațional, are prezențe la națională pentru Japonia.
Kamada a debutat la echipa națională a Japoniei în anul 2019.

## Statistici
| Japonia | Japonia | Japonia |
| An      | Meciuri | Goluri  |
| ------- | ------- | ------- |
| 2019    | 4       | 1       |
| 2020    | 4       | 0       |
| Total   | 8       | 1       |